# São Marcos da Serra

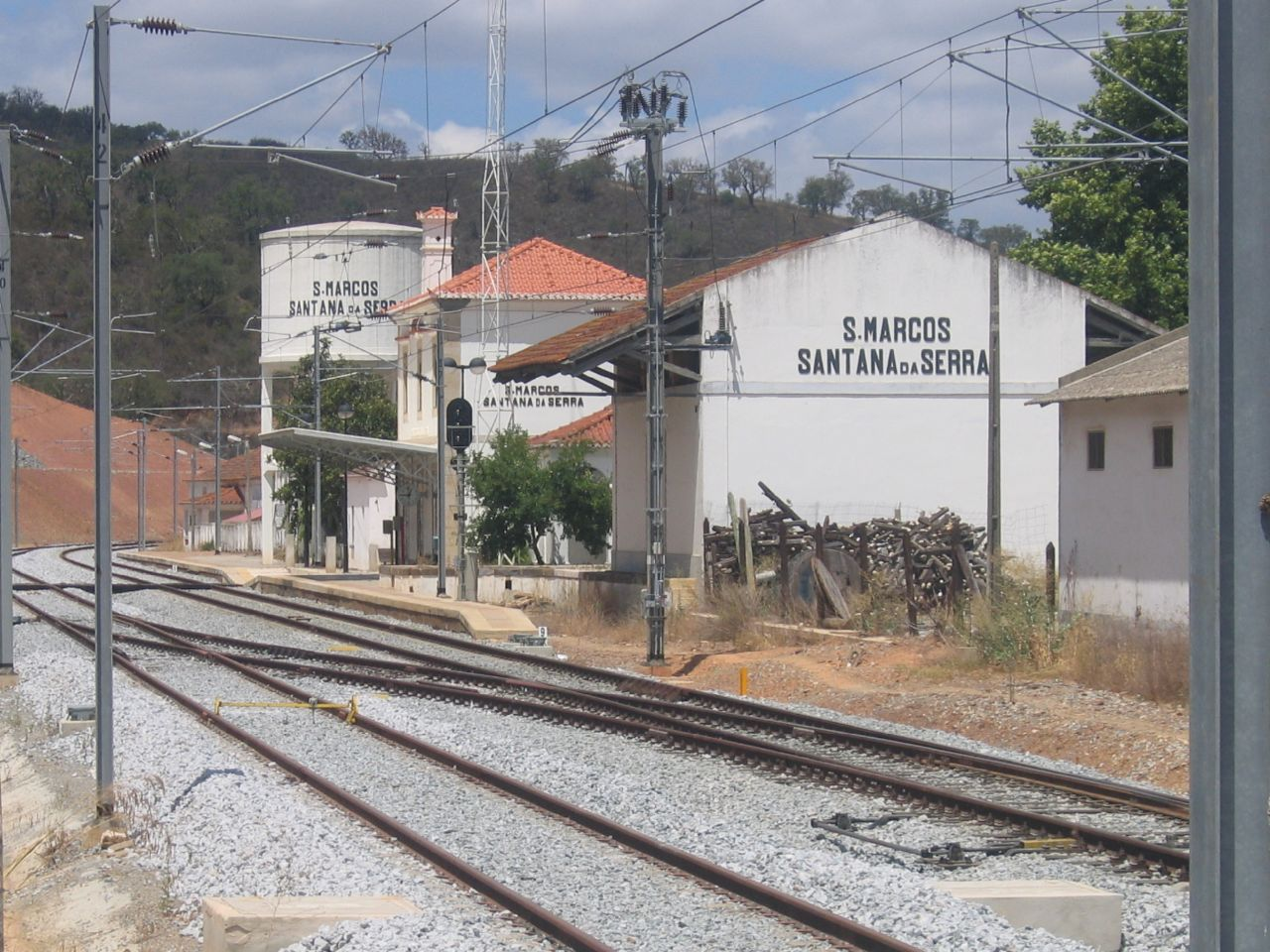
Bahnhof von São Marcos

 São Marcos da Serra  ist eine Gemeinde, freguesia, in Portugal und gehört zum Landkreis von Silves im Algarve, mit einer Fläche von 166,1 km² und 1113 Einwohnern (Stand 19. April 2021). Dies ergibt eine Bevölkerungsdichte von 6,7 Einw./km².